# Alice Mitard
Alice Mitard, née le 7 mars 1998 à Tours, est une athlète française spécialisée dans les courses de demi-fond, de fond et le cross-country. Double vice-championne de France lors des championnats de France de cross-country 2021 et 2022, elle est médaillée de bronze lors de l'édition 2023. En 2024, elle devient vice-championne de France du 5 km lors des championnats de France de 5 km.

## Carrière
Native de Tours, Alice Mitard pratique une dizaine de sport dans sa jeunesse avant de jeter son dévolu sur l'athlétisme. Son père l'encourage à essayer, la famille habitant en face d'un stade. Elle dispute son premier grand championnats lors des championnats d'Europe de cross-country 2017 à Samorin en Slovaquie où elle terminera 33e de la course juniors. Elle enchaîne la saison d'après avec les championnats d'Europe de cross-country 2018 à Tilbourg aux Pays-Bas où elle termine 35e de la course espoirs.
Durant les trois saisons suivantes, elle se concentre sans succès sur le 1 500 m, ne parvenant pas à battre son record de 4 min 22 s établi en Espoirs 1. En 2021, elle se sépare de son entraîneur Guy Recouderc et quitte l'A3 Tours pour rejoindre Richard Ferrand à l'AC Romorantin.
Le 14 novembre 2021, elle participe aux Championnats de France de cross-country à Montauban. Aligné sur le cross court, elle devient vice-championne de France, seulement devancé par Alexa Lemitre.
Elle connaît sa première sélection en équipe de France senior à l'occasion des championnats d'Europe de cross-country 2022, 4 ans après sa dernière sélection chez les espoirs aux Championnats de la Méditerranée en salle 2019. Son retour sous le maillot bleu fait suite à sa victoire au cross de sélection à Gujan-Mestras le 27 novembre 2022,. Ce résultat l'amène à être élue athlète du mois de novembre 2022 par les internautes du site web de la Fédération Française d'Athlétisme. À Turin, Alice Mitard termine 30e de la course seniors.
En parallèle de sa carrière d'athlète, Alice Mitard exerce le métier de professeurs des écoles.
Le 12 mars 2023, elle s'aligne sur le cross court des Championnats de France de cross-country à Carhaix et termine 3e.
Le 24 octobre 2023, elle participe aux Championnats de France du 5 km à Saint-Omer et termine 6e en 16 min 21 s, à sept secondes du podium. Elle égale le record départemental du Loir-et-Cher de la distance.
Le 10 mars 2024, elle décide se s'aligner pour la première fois sur le cross long des championnats de France de cross-country à Carmaux, ou elle termine 18e.
Le 30 juin 2024, elle participe aux Championnats de France à Angers. Lors de la finale du 1 500 m, elle termine 7e en 4 min 16 s 51.
Le 27 octobre 2024, elle participe aux Championnats de France du 5 km à Saint-Omer et devient vice-championne de France en 15 min 41 s derrière Philippine de la Bigne.
Le 3 novembre 2024, elle s'impose lors des 10 km des Quais de Bordeaux en 33 min 16 s, établissant un nouveau record départemental du Loir-et-Cher,.

## Palmarès
| Date | Compétition                             | Lieu        | Epreuve       | Résultat | Temps         |
| ---- | --------------------------------------- | ----------- | ------------- | -------- | ------------- |
| 2017 | Championnats d'Europe de cross-country  | Samorin     | Cross Juniors | 33e      |               |
| 2018 | Championnats d'Europe de cross-country  | Tilbourg    | Cross Espoirs | 35e      |               |
| 2021 | Championnats de France de cross-country | Montauban   | Cross court   | 2e       |               |
| 2022 | Championnats de France de cross-country | Les Mureaux | Cross court   | 2e       |               |
| 2022 | Championnats d'Europe de cross-country  | Turin       | Cross court   | 30e      |               |
| 2023 | Championnats de France de cross-country | Carhaix     | Cross court   | 3e       |               |
| 2023 | Championnats de France du 5 km          | Saint-Omer  | 5 km route    | 6e       | 16 min 21 s   |
| 2024 | Championnats de France de cross-country | Carmaux     | Cross long    | 18e      |               |
| 2024 | Championnats de France                  | Angers      | 1 500 mètres  | 7e       | 4 min 16 s 51 |
| 2024 | Championnats de France du 5 km          | Saint-Omer  | 5 km route    | 2e       | 15 min 41 s   |

## Records personnels
| Epreuve | Performance    | Lieu       | Date             |
| ------- | -------------- | ---------- | ---------------- |
| 800 m   | 2 min 08 s 72  | Blois      | 2 juillet 2021   |
| 1 500 m | 4 min 14 s 06  | Ninove     | 20 juillet 2024  |
| 5 000 m | 16 min 14 s 26 | Montesson  | 10 juin 2023     |
| 5 km    | 15 min 41 s    | Saint-Omer | 27 octobre 2024  |
| 10 km   | 33 min 05 s    | Houilles   | 15 décembre 2024 |